# I Don't Wanna Cry
"I Don't Wanna Cry" thuộc album đầu tay Mariah Carey (1990) là bài hát do Mariah Carey và Narada Michael Walden sáng tác, được sản xuất bởi Walden. Bản ballad này đồng thời là đĩa đơn thứ tư phát hành trong quý 2 năm 1991 (xem Âm nhạc 1991) và cũng quán quân tại Mỹ. Giống với những đĩa đơn trước trong album, bài hát được trao 1 giải BMI Pop Award.

## Sáng tác và thu âm
"I Don't Wanna Cry" là đĩa đơn đầu tiên của Mariah không hợp tác cùng Ben Margulies. Khi Carey cùng Walden bước đầu sáng tác, cô tỏ ra khó chịu vì âm thanh này nghe giống thứ gì đó có thể từng phát trên radio. Vì kinh nghiệm sản xuất yếu kém và vì Mariah cảm nhận ca khúc là: "không có một thông điệp nào cả", cô đã phát biểu trên chương trình phỏng vấn MTV rằng mình không hề thích bài hát này và cố gắng hát nó ít đi đến mức có thể. Carey đã vận động để cùng hợp tác sản xuất đĩa nhạc, nhưng bị Sony/Columbia (hãng đĩa của cô thời gian đó) từ chối chấp thuận. Cô thỉnh thoảng tranh cãi với Walden trong phòng thu khi cảm thấy ái ngại trước công việc sản xuất, và như tất yếu Walden ít được cô ưa chuộng hơn trong số các nhà sản xuất từng làm việc cho album này. Cộng sự của Walden lúc đó, Walter Afanasieff, cuối cùng nói mình đồng sáng tác và sản xuất bài hát, và (Walden) đang trở lại để trao cho Afanasieff công việc, Walden lấy lại lòng tin.

## Xếp hạng
"I Don't Wanna Cry" là hit quán quân tiếp theo của Carey trên U.S. Billboard Hot 100, khiến cô trở thành nghệ sĩ thứ 2 (nghệ sĩ nữ cũng như ca sĩ hát solo đầu tiên) sau The Jackson 5 có 4 đĩa đơn đầu tay đứng nhất trên Hot 100. Điều này làm cho Mariah Carey a record-breaking album: tất cả các đĩa đơn phát hành đều đầu bảng tại Mỹ. "I Don't Wanna Cry" dẫn đầu trong 8 tuần liền và có 2 tuần trong top, từ 19 tháng 5 đến 1 tháng 6 năm 1991. Ca khúc này thay thế vị trí quán quân của "I Like the Way (the Kissing Game)" (Hi-Five), và sau đó thuộc về "More Than Words" (Extreme). Đây cũng là đĩa đơn thứ ba của cô dẫn đầu bảng xếp hạng Adult Contemporary chart. Đĩa này nằm lại top 40, Hot 100, trong 13 tuần và thuộc một trong 4 bài hát của Carey có mặt trên 1991 year-end chart, đứng thứ 26.

## Video
Video của đĩa đơn được đạo diễn bởi Larry Jordan, diễn tả Carey trong một căn nhà tối kiểu miền trung tây nước Mỹ và trên cánh đồng ngô, cô đang chán nản về mối quan hệ bị hư hỏng.
Một phần phiên bản alternative của video âm nhạc từng nằm trong DVD/home video The First Vision (1991), và bản gốc, cùng nhiều bản quen thuộc khác đều được đưa vào DVD/home video #1's (1999) as a director's cut. Phiên bản năm 1991 có chút sepia-toned sequences đã bị rút ra và thay thế cho việc phát hành đĩa DVD. Đây là video duy nhất từ album đầu tay của Carey được đưa vào #1's, vì cô thấy xấu hổ với 3 video trước.

## Danh sách bài hát
U.S. CD single (cassette single/7" single)
1. "I Don't Wanna Cry" (album version)
2. "You Need Me" (album version)

US CD, Single, Promo
- 1 I Don't Wanna Cry [Radio Version] 4:25
- 2 I Don't Wanna Cry [Album Version] 4:49

## Bảng xếp hạng
| Bảng xếp hạng (1991)                            | Vị trí cao nhất |
| ----------------------------------------------- | --------------- |
| Australian ARIA Singles Chart                   | 49              |
| Canadian Singles Chart                          | 7               |
| Israeli Singles Chart                           | 11              |
| U.S. ARC Weekly Top 40                          | 1               |
| U.S. Billboard Hot 100                          | 1               |
| U.S. Billboard Hot R&B/Hip-Hop Singles & Tracks | 2               |
| U.S. Billboard Adult Contemporary               | 1               |

### US charts end
| Năm  | Billboard Year-End    | Vị trí cao nhất |
| ---- | --------------------- | --------------- |
| 1991 | Billboard Hot 100     | #26             |
| 1991 | Hot R&B/Hip-Hop Songs | #72             |

## Cover Versions
"I Don't Wanna Cry" được phát hành giống như đĩa đơn trên iTunes từ Jason Castro khi mà anh đã biểu diễn ca khúc trong American Idol (mùa thứ 7)